# Serrat del Solà (Farrera)
El Serrat del Solà és una serra situada al municipi de Farrera a la comarca del Pallars Sobirà, amb una elevació màxima de 1.782 metres.